# Simancas
Simancas é um município da Espanha na província de Valladolid, comunidade autónoma de Castela e Leão, de área 42,53 km² com população de 4873 habitantes (2007) e densidade populacional de 103,76 hab/km².
A vila, que já aparece citada nos itinerários romanos com o nome de Setimanca, encontra-se à beira do rio Pisuerga, sobre uma altura desde onde  se vê a Vega do Douro. Foi por este motivo que ali se levantou um castelo na Idade Média, que foi uma das mais importantes fortalezas da linha defensiva do Douro.
Em meados do século XVI, Filipe II de Espanha ordenou a restauração do castelo medieval, que passou a ser utilizado como sede do Arquivo Geral de Castela.

## Demografia
| Variação demográfica do município entre 1991 e 2004 | Variação demográfica do município entre 1991 e 2004 | Variação demográfica do município entre 1991 e 2004 | Variação demográfica do município entre 1991 e 2004 |
| --------------------------------------------------- | --------------------------------------------------- | --------------------------------------------------- | --------------------------------------------------- |
| 1991                                                | 1996                                                | 2001                                                | 2004                                                |
| 1996                                                | 2900                                                | 3952                                                | 4413                                                |